# Elecciones legislativas de Rumania de 1969
El 2 de marzo de 1969 se celebraron elecciones legislativas en la República Socialista de Rumania. El único partido que se presentó a las elecciones fue el Frente de Unidad Socialista y Democracia, dominado por el Partido Comunista Rumano e incluyendo otras organizaciones de masas. Ningún posible candidato podía postularse sin la autorización del partido.Como era de esperar, el Frente ganó los 465 escaños de la Gran Asamblea Nacional. Tras estas elecciones Nicolae Ceaușescu sería reelegido Presidente del Consejo de Estado, permanecería en el cargo hasta  la supresión del Consejo de Estado y la creación del cargo de Presidente de la República Socialista de Rumanía, con la creación del cargo del Presidente de la República, Nicolae Ceaușescu, centralizó aún más sus ya amplias facultades ejecutivas siendo elegido presidente sin oposición por los 465 miembros de la Gran Asamblea Nacional, que actuaron como colegio electoral en las Elecciones presidenciales de Rumania de 1974
Al crearse la presidencia ejecutiva, Ceaușescu tenía ahora la potestad de gobernar por decreto, designar y destituir al Presidente del Consejo de Ministros, al del Tribunal Supremo y al fiscal general, dominando a partir de entonces todos los poderes del estado.

## Sistema electoral
Los candidatos fueron elegidos en circunscripciones uninominales, y debían recibir más del 50 % de los votos. Si ningún candidato superaba ese porcentaje, o si la participación electoral en la circunscripción era inferior al 50 %, se realizaban nuevas elecciones hasta que se cumplieran los requisitos. Los votantes tuvieron la posibilidad de votar en contra de los candidatos del Frente.

## Resultados
| Partido                                  | Votos      | %     | Escaños |
| ---------------------------------------- | ---------- | ----- | ------- |
| Frente de Unidad Socialista y Democracia | 13 543 499 | 99.8  | 465     |
| En contra                                | 30 748     | 0.2   | –       |
| Votos en blanco/nulos                    | 2 896      | –     | –       |
| Total                                    | 13 577 143 | 100   | 465     |
| Participación electoral                  | 13 582 249 | 99.99 | –       |
| Fuente: Nohlen & Stöver                  |            |       |         |